# László Csuja
Dans le nom hongrois Csuja László, le nom de famille précède le prénom, mais cet article utilise l’ordre habituel en français László Csuja, où le prénom précède le nom.
László Csuja, né le 10 février 1984 à Debrecen (Hongrie), est un metteur en scène de cinéma et de théâtre hongrois, fondateur du Erdélyi Vándorszínház (hu) (Théâtre ambulant de Transylvanie). 
Actif entre 2007 et 2014, ses longs métrages et documentaires ont été projetés et récompensés dans de nombreux festivals internationaux de cinéma. Il enseigne à l'Université d'art dramatique et cinématographique depuis 2015.
De 2007 à 2012, il étudie l'écriture de scénarios à l'Université des arts du théâtre et du cinéma  où il obtient un doctorat DLA en 2018.

## Productions théâtrales
| Année | Pièce                                                       | Remarques                     |
| ----- | ----------------------------------------------------------- | ----------------------------- |
| 2007  | A férj szomorú komédiája és felettéb bonyodalmas históriája | I. Erdélyi Vándorszínház (hu) |
| 2008  | A kéjvágyó vén szamár                                       | II. Erdélyi Vándorszínház     |
| 2009  | Az ördög és a szűz                                          | III. Erdélyi Vándorszínház    |
| 2011  | A halál és a bohóc                                          | IV. Erdélyi Vándorszínház     |
| 2013  | Bükkfaszéki Márika                                          | V. Erdélyi vándorszínház      |
| 2013  | A szökés                                                    | monodráma Orosz Ákossal       |
| 2016  | Kövekkel a zsebében                                         | Figura Stúdió Színház         |

## Filmographie partielle

### Au cinéma
- 2004 : Csentó-ventó
- 2005 : Szivarfüst
- 2006 : Tram story
- 2006 : Rózsafüzér
- 2008 : 3 emlék
- 2009 : Foszfor[1] (scénariste également)
- 2011 : A dugulás
- 2012 : Nekem Budapest, segment Threesome
- 2018 : Virágvölgy
- 2018 : Kilenc hónap háború
- 2022 : Monstres gentils (Szelid)

## Récompenses et distinctions
- 2020 : Sára Sándor Award
- (en) László Csuja: Awards, sur l'Internet Movie Database